# Казињо (Болоња)
Казињо (итал. Casigno) је насеље у Италији у округу Болоња, региону Емилија-Ромања.
Према процени из 2011. у насељу је живело 60 становника. Насеље се налази на надморској висини од 516 м.